# Fear Before the March of Flames
Fear Before the March of Flames (korter geschreven als Fear Before) is een Amerikaanse metalcoreband afkomstig uit Aurora, Colorado. De band maakte in 2011 bekend voor onbepaalde tijd te stoppen.

## Personele bezetting
Leden tot 2011
- David Michael Marion - leidende vocalen, gitaar, keyboard (2002-2011);
- Adam "Rupert" Fisher - leidende gitaar, keyboard, piano, percussie, synthesizer  (2002-2011), achtergrondvocalen (2008-2011); schone vocalen (2002-2008)
- Michael Madruga - bas, gitaar, achtergrondvocalen (2002-2011)
- Clayton "Goose" Holyoak - drums, percussie (2006-2011)

Voormalige leden
- Brandon Proff - drums (2002-2006)
- Zachary "Binks" Hutchings - slaggitaar (2006-2009)
- Billy Johnson - slaggitaar, keyboards, (2006–2007)

Tijdlijn

## Discografie

### Studioalbums
| 2003                                                     | Odd How People Shake  | Rise Records         | —   | — | —  |
| 2004                                                     | Art Damage            | Equal Vision Records | —   | — | —  |
| 2006                                                     | The Always Open Mouth | Equal Vision Records | 153 | 2 | 13 |
| 2008                                                     | Fear Before           | Equal Vision Records | —   | 8 | 46 |
| "—" geeft aan dat het album geen notering behaald heeft. |                       |                      |     |   |    |